# ダグ・バシャム
ダグ・バシャム(Lyle Douglas "Doug" Basham, Jr.、1971年5月12日 - )は、アメリカのプロレスラーである。ケンタッキー州ルイビル出身。身長188cm、体重109kg。

## 経歴
1992年にプロレスデビューを果たす。10年近くOVWで過ごした後、WWEのSmackDown!に2003年に所属。
SmackDown!ではダニー・バシャムと兄弟、というギミックが与えられ（チーム名はバシャム・ブラザーズ）、かつ女王様に扮したシャニークワの奴隷というギミックで登場した。その後、「兄弟」ともに、JBL率いるジェイビーエルズ・キャビネットのメンバー入りをする。2005年6月16日に、「兄弟」揃って離脱するまでメンバーに在籍していた。
ダニー・バシャムとのコンビは、2005年6月30日にダニー・バシャムがRawに移籍するまで継続した。2005年8月27日にギミックチェンジを実施し、WWEの番組のひとつであるヴェロシティー(Velocity)に登場した。
プライベートでは、元WWEのディーバであるゲイル・キムと2005年に婚約した。

## 得意技
ラストインプレッション（ランニング・レッグラリアート）
ダイビング・ヘッド・バット
ハーフ・ボストンクラブ

## 獲得タイトル
WWE
- WWEタッグ王座（w / ダニー・バシャム） : 2回

OVW
- OVW王座 : 4回
- 南部 タッグチーム王座（w / ダニー・バシャム×1、フラッシュ・フラナガン×1）